# Rimbaud (album)
Rimbaud – album muzyczny Tomasza Budzyńskiego, Michała Jacaszka i Mikołaja Trzaski inspirowany twórczością Arthura Rimbauda. Tę samą nazwę nosi grupa muzyczna stworzona przez tych muzyków na potrzeby nagrania płyty i występów koncertowych.

## Lista utworów
- Płyta CD o numerze katalogowym  (premiera polska 5 czerwca 2015, premiera międzynarodowa 22 czerwca 2015)[3]

1. Armata – 5:50
2. Potop – 6:55
3. Matinee d'ivresse – 4:15
4. Fetes de la faim – 6:23
5. Enfance – 6:00
6. Phrases – 2:40
7. Jesteście fałszywymi murzynami – 3:32
8. Ja to ktoś inny – 6:12

- Płyta winylowa 180 g (premiera 25 września 2015)[4]

1. Armata
2. Matinee d'ivresse
3. Fetes de la faim
4. Enfance
5. Potop
6. Phrases
7. Jesteście fałszywymi murzynami
8. Ja to ktoś inny

## Twórcy
Zgodnie z nazwą, wszystkie teksty płyty są autorstwa Arthura Rimbauda, jednak nie są to całe wiersze, tylko pojedyncze frazy wybrane przez Budzyńskiego. Połowa z nich wykonana jest po francusku.
- Tomasz Budzyński – głos, kompozycja
- Mikołaj Trzaska – instrumenty dęte (na okładce płyty podpisane „horns”), kompozycja
- Michał Jacaszek – elektronika, kompozycja

### Personel
- Realizacja i produkcja – Michał Jacaszek
- Mastering – Marcin Cichy
- Projekt graficzny – Anna Witkowska

## Okładka
Na okładce znajduje się fragment grafiki „Improwizacja dla Grażynki VI” Józefa Gielniaka.

## Projekt
Tomasz Budzyński deklaruje się jako fan Arthura Rimbauda, od czasu do czasu wplatając frazy z jego poezji do swoich tekstów wykonywanych z zespołem Armia. Jednocześnie jest miłośnikiem twórczości Mikołaja Trzaski. Ich wspólnym znajomym jest Andrzej Stasiuk, który skontaktował obu muzyków. Po wzajemnym poznaniu się, muzycy postanowili podjąć wspólne przedsięwzięcie. Początkowo Trzaska planował wspólne wykonywanie psalmów, jednak zamiast tego zdecydowano się na teksty Rimbauda. Do duetu po pewnym czasie dołączył Jacaszek. Trio zaczęło koncertować w lipcu 2014 roku, debiutując w Centrum Sztuki Współczesnej „Łaźnia”. Płytę wydano rok później. Muzyka łączy w sobie różne style i jest agresywna. Jej gatunek określany jest jako power electronics.